# Cystiphyllum
Cystiphyllum is een geslacht van uitgestorven koralen, dat voorkwam in het Siluur en Devoon. 

## Beschrijving
Dit vijf centimeter lange koraal was solitair of kolonievormend en wisselde telkens van vorm. Aan de binnenkant was het opgevuld met blaasvormige dissepimenten.